# Suciu de Sus
Suciu de Sus es una comuna ubicada en el distrito de Maramureș, Rumania.

## Superficie
Cuenta con una superficie de 114,7 kilómetros cuadrados.

## Demografía
Hasta 2021 la población era de 3621 habitantes, con una densidad de población de 31,57 habitantes por kilómetro cuadrado.
| Gráfica de evolución demográfica de Suciu de Sus entre 1992 y 2021                   |
|                                                                                      |
| Datos según City Population y Population statistics of Eastern Europe & former USSR. |